# Конвой H-28
Конвой H-28 — японський конвой часів Другої світової війни, проведення якого відбувалось у червні 1944-го.
H-28 належав до серії конвоїв, які в 1943―1944 роках ходили між важливим транспортним хабом у Манілі та островом Хальмахера зі складу Молуккського архіпелагу (північний схід Нідерландської Ост-Індії), який, зокрема, відігравав важливу роль у постачанні японських сил на заході Нової Гвінеї.
До складу конвою увійшли транспорти «Юкі-Мару», «Ацута-Мару» (Atsuta Maru), «Генкай-Мару», «Хіноде-Мару», «Канкьо-Мару» (Kankyo Maru), «Пасифік-Мару» (Pacific Maru) та «Цукубасан-Мару». Охорону забезпечували мисливці за підводними човнами CH-41 та CH-46, кайбокан (фреган) CD-3 та тральщик W-28.
3 червня 1944-го загін вийшов з Маніли. Хоча маршрут конвою пролягав через кілька районів, де традиційно патрулювали ворожі підводні човни, цього разу операція пройшла без інцидентів і 13 червня японський загін досягнув затоки Кау на острові Хальмахера.